# 因縁

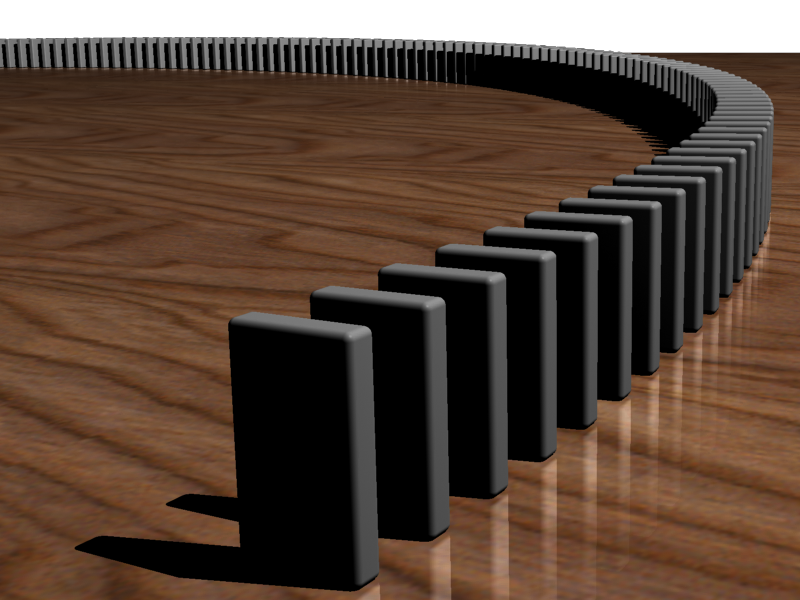
ドミノ倒し。仏教では「AによってBが生ずる」と因果性を説く（縁起）

因縁（いんねん）とは、サンスクリット語の Nidana に由来し「原因、動機づけ、機会」といった意味合いである。この語はni (降下、内化)と da (束縛, dana)による熟語である。リグ・ヴェーダにおいては節10.114.2に登場し、また節 6.32.6 においては、馬などを別のものに繋げておくロープやバンドを指している（絆と同様の意味）。
また仏教において因（梵: hetu）と縁（梵: pratyaya）のこと。縁因ともいう。狭義には、結果（果）を生じさせる内的な直接の原因を因（内因）といい、外からそれを助ける間接の原因を縁（外縁）といい、たとえば草木の種子は因であり、雨露水土などが縁にあたる。広義では、その両方を合わせて因とも縁ともいう。

## 仏教における因縁
一切の存在は、因縁によって生じ、因縁によって滅する。因縁によって生滅するという道理を因縁生滅の理といい、因縁によって生じることを因縁生、縁生、縁成、縁起などという。因縁によって生滅する一切の法はそのまま空なる存在であるという道理を因縁即空の理という。パーリ仏典では相応部因縁篇（Nidana-vagga）などで語られる。一切の現象は原因によって現れる、すなわち「偶然」「突然」「神による創造」などは否定される。
初期の仏教では因（hetu）も縁（pratyaya）も、ともに原因を意味する言葉であり、後に区分が生じて因を原因、縁を条件、とみなした。
仏教では、修行による成仏を前提としており、
- 宿作因説 - 因や果を固定したり、創造神の力を因としたり、外在的・宿命的な力を因とする説
- 無因有果説 - 因なく最初から果があったとする宿命論的な主張
- 無因縁説 - 原因は有り得ないという説

に対してきびしい批判を行った（六師外道）。
龍樹は、『中論』観因縁品で、無自性空の立場からこれらの外部の説と、説一切有部の四縁六因説を批判し、四諦品で因縁によって生じる諸法は空であり、条件が変われば、変化すると説いている。

## 日常語
仏教用語でない語義としては、次の3つがある。(1)きっかけ、動機、しかるべき理由。(2)由来、来歴。(3)ゆかり、関係、縁。

### 慣用句
因縁をつける
主に無法者が用いる「言いがかりをつける」こと。まったく無関係のものに関係性を理由づけて、みずからの主張を述べ立てること。
因縁話（いんねんばなし）
前世の因縁を説く物語。近い話であった場合には、いきさつが複雑に絡み合った場合に用いる。
因縁尽（いんねんずく）
逃れられない条件が重なっていること。
因縁物（いんねんぶつ）
人の念が宿り、悪影響を及ぼす魂が入っているというもの。